# Ologramma per il re
Ologramma per il re (A Hologram for the King) è un romanzo dello scrittore statunitense Dave Eggers, pubblicato nel 2012.

## Trama
Alan Clay, cinquantenne statunitense divorziato e sull'orlo della bancarotta, è inviato in Arabia Saudita dalla compagnia per la quale lavora a capo di una squadra che deve ottenere l'appalto di fornitura dei servizi informatici per la King Abdullah Economic City, una città avveniristica in costruzione nel mezzo del deserto.
Alan e i suoi giovani collaboratori scoprono però presto che la loro missione è più difficile del previsto, il re è assente e nessuno dei suoi collaboratori sembra sapere quando questi si presenterà per assistere alla presentazione dei prodotti della ditta fra cui spicca un sistema per le videoconferenze basato sugli ologrammi. Alan si trova costretto a passare le giornate in attesa, viaggiando fra il cantiere della futura città e il suo modernissimo e asettico hotel a Gedda e facendo un bilancio della sua vita passata che viene illustrata attraverso numerosi flashback.
Fra un viaggio e l'altro stringe amicizia con Yusef, il suo giovane autista, che lo introduce pian piano alla vita reale del grande paese arabo e alle sue mille contraddizioni.

## Adattamento cinematografico
Nel 2016 il romanzo è stato trasposto in un film intitolato Aspettando il re (A Hologram for the King) e diretto da Tom Tykwer.

## Edizioni
- Dave Eggers, Ologramma per il re, traduzione di V. Mantovani, collana Scrittori italiani e stranieri, Arnoldo Mondadori Editore, 2013,  p. 281, ISBN 88-04-63160-0.